# Мирославка (Волынская область)
Мирославка (укр. Мирославка) — село в Рожищенской городской общине Луцкого района Волынской области Украины.
До 2020 года входило в Рожищенский район.
Код КОАТУУ — 0724585007. Население по переписи 2001 года составляет 92 человека. Почтовый индекс — 45123. Телефонный код — 3368. Занимает площадь 0,19 км².